# Cirsonella
Cirsonella là một chi ốc biển nhỏ, là động vật thân mềm chân bụng sống ở biển trong họ Skeneidae.

## Các loài
Các loài trong chi Cirsonella gồm có:
- Cirsonella ateles (Dautzenberg & H. Fischer, 1896)
- Cirsonella carinata
- Cirsonella consobrina Powell, 1930
- Cirsonella densilirata Suter, 1908
- Cirsonella extrema Thiele, 1912
- Cirsonella gaudryi (Dautzenberg & Fischer H., 1896)
- Cirsonella laxa Powell, 1937
- Cirsonella maoria Powell, 1937
- Cirsonella naticoides
- Cirsonella paradoxa Powell, 1937
- Cirsonella parvula Powell, 1926
- Cirsonella pisiformis Powell, 1937
- Cirsonella propelaxa Dell, 1956
- Cirsonella reflecta
- Cirsonella romettensis (Granata-Grillo, 1877)
- Cirsonella simplex Powell, 1937
- Cirsonella variecostata Powell, 1940
- Cirsonella waikukuensis Powell, 1937
- Cirsonella weldii